# بوژیل کولف
بوژیل کولف (بلغاری: Божил Найденов Колев؛ زادهٔ ۲۰ مهٔ ۱۹۴۹) بازیکن و مربی فوتبال اهل بلغارستان بود.
از باشگاه‌هایی که در آن بازی کرده‌است می‌توان به باشگاه فوتبال اومانیا و باشگاه فوتبال زسکا صوفیه اشاره کرد.
وی همچنین در تیم ملی فوتبال بلغارستان بازی کرده‌است.